# سانتا يوفيميا (إسبانيا)
بلدية سانتا يوفيميا (بالإسبانية: Santa Eufemia)‏، هي إحدى بلديات مقاطعة قرطبة إحدى مقاطعات إسبانيا، و التي تقع في منطقة الأندلس جنوب إسبانيا.
يبلغ عدد سكانها 982 نسمة وفقاً لإحصائية سنة (2007).